# Pont vieux de Saint-Thibéry
Pour les articles homonymes, voir Pont Vieux.
Le Pont vieux est un ouvrage d’art daté du XVIe siècle à Saint-Thibéry, dans le département de l'Hérault. Il permet le franchissement de la Thongue avant qu'elle ne se jette dans l'Hérault.